# Хлороводонична киселина
Хлороводонична киселина или сона киселина (молекулска формула - HCl), безбојна је неорганска киселина која настаје растварањем хлороводоника у води. Хлороводонична киселина се назива и раствор хлороводоника у другим поларним растварачима нпр. у ацетону. Разблажена хлороводонична киселина се налази у желуцу човека и сисара и она омогућава варење беланчевина. Хлороводонична киселина има препознатљив опор задах. Она се класификује као јака киселина и може да нагриза кожу у широком композиционом опсегу, пошто је водоник хлорид потпуно растворен воденом раствору.
Хлороводонична киселина је најједноставнији на хлору базирани киселински систем који садржи воду. Она је раствор водоник хлорида у води, и више других хемијских врста, укључујући хидронијум и хлоридне јоне. Она је важан хемијски реагенс и индустријска хемикалија, која се користи у продукцији поливинил хлорида за пластику. У домаћинству, разблажена хлороводонична киселина се често користи као реагенс за уклањање каменца. У прехрамбеној индустрији, хлороводонична киселина се користи као прехрамбени адитив и у продукцији желатина. Хлороводонична киселина се исто тако користи у обради коже.
Хлороводоничну киселину је открио алхемичар Џабир ибн Хајан око 800. године. Она се историјски називала acidum salis и сони дух, јер је произвођена из камене соли и „зеленог витриола” (гвожђе(II) сулфат) (Базил Валентин у 15. веку), и касније из хемијски сличне обичне соли и сумпорне киселине (Јохан Рудолф Глаубер у 17. веку). Слободну хлороводоничну киселину је први пут описао Либавиус у 16. веку. Касније су је користили хемичари као што су Глаубер, Пристли, и Дејви у њиховим научним истраживањима. Осим уколико је под притиском или охлађена, хлороводонична киселина прелази у гас кад садржај воде падне испод око 60%. Хлороводонична киселина је исто тако позната као хидронијум хлорид, за разлику од свог безводног родитеља познатог као водоник хлорид, или суви HCl.

## Добијање
Молекул водоника реагује са молекулом хлора дајући два молекула хлороводоника. Максимална концентрација износи 38%
{\displaystyle {\ce {H2 + Cl2 -> 2 HCl}}}

## Физиолошка улога хлороводоничне киселине
1. Активира неактиван пепсиноген
2. Прави киселу средину која је неопходна за варење протеина
3. Олакшава варење меса
4. Делује као антисептик, убија микроорганизме или отежава њихов развој.
5. Очувава неке витамине који лако губе активност у алкалној средини
6. Олакшава апсорбовање гвожђа и калцијума

## Структура и реакције
Хлороводонична киселина се састоји од хидронијум јона,  и хлорида. Она се обично припрема третирањем HCl са водом.
{\displaystyle {\ce {HCl + H2O -> H3O^+ + Cl^-}}}
Међутим, структура хлороводоничне киселине је компликованија него што следи из ове једноставне једначине. Структура течне воде је исто тако веома комплексна, и сходно томе формула  представља знатно поједностављење стварне природе солватираног протона, , присутног у хлороводоничној киселини. Комбинација инфрацрвених, Раманових, рендгенских, неутронских дифракционих студија концентрованих раствора хлороводоничне киселине показује да је примарна форма  у тим растворима . Тај катјон је заједно са хлоридним анјоном водонично везан за суседне молекуле воде на неколико различитих начина. (У , протон је у сендвичу између два молекула воде под 180°). Сматра се да јон  постаје значајнији у разблаженим растворима . (Погледајте хидронијум за даљу дискусију о овој проблематици.)
Хлороводонична киселина је јака киселина, јер је потпуно дисоцирана у води. Она се стога може користити за припрему соли које садрже  анјон и називају се хлориди.
Као јака киселина, водоник хлорид има велику  вредност. Више теоретских покушаја да се одреди  водоник хлорида је извршено, и према садашњим проценама она је −5,9. Међутим, важно је да се направи разлика између гаса водоник хлорида и хлороводоничне киселине. Услед учинка растварача, изузев при високим концентрацијама кад њено понашање знатно одступа од идеалног, хлороводонична киселина (водени раствор HCl) је кисела колико и најјачи доступни донор протона у води, солватирани протон (познат као „хидронијум јон”). Кад се хлоридне соли као што је NaCl додају у раствор HCl, оне имају незнатан ефекат на , из чега следи да је − веома слаба конјугована база и да је HCl потпуно дисоциран у воденом раствору. Разблажени раствори HCl имају pH вредности блиске предвиђеним уз претпоставку потпуне дисоцијације у хидратисане H+ и − јоне.
Од шест уобичајених јаких минералних киселина у хемији, хлороводонична киселина је монопротична киселина за коју је најмање вероватно да ће подлећи ометајућим оксидо-редукционим реакцијама. Она је једна од мање хазардних јаких киселина; упркос њене киселости, она се састоји од нереактивног и нетоксичног хлоридног јона. Раствори хлороводоничне киселине средње јачине су веома стабилни при складиштењу, и одржавају концентрације током времена. Ова својства, као и чињеница да је доступна као чист реагенс, чине хлороводоничну киселину изврсним реагенсом за закисељавање.
Хлороводонична киселина је преферентна киселина у титрацији за одређивање количине база. Титранти јаких киселина дају прецизније резултате услед јасније крајње тачке. Азеотроп хлороводоничне киселине (са око 20,2%) се може користити као примарни стандард у квантитативној анализи, мада њења тачна концентрација зависи од атмосферског притиска у време припреме.
Хлороводонична киселина се често користи у хемијској анализи за припрему („варење”) узорака за анализу. Концентрована хлороводонична киселина раствара многе метале и формира оксидоване металне хлориде и гас водоник. Она исто тако реагује са базним једињењима као што су калцијум карбонат или бакар(II) оксид, формирајући растворене хлориде који се могу анализирати.

## Физичке особине
Хлороводонична киселина у воденом раствору је безбојна док је раствор у ацетону и етрима има оштру жуту боју. Хлороводонична киселина је једна од најјачих неорганских киселина. Ипак хлороводонична киселина нема оксидационе особине и зато је нагризајуће дејство наизглед слабије од кисеоничних киселина. Јаче од ње су само перхлорна киселина, флуороводонична киселина и
сумпорна киселина, ипак код ових киселина се не може добити висока концентрација у води.
Хлороводоник се раствара у води максимално у количини од 36,7% на температури од 20° C и зато се не може добити хлороводонична киселина веће концентрације од 36,7%. Са порастом температуре максимална концентрација хлороводоника доста брзо опада и зато концентрована хлороводонична киселина показује јаку тенденцију за ослобађањем гасовитог хлороводоника. Хлороводонична киселина концентрације испод 30% не показује овакве тенденције.
| Концентрација | Концентрација | Концентрација | Густина | Моларност |      | Вискозност | Специфична топлота | Напон паре | Тачка кључања | Тачка топљења |
| |               | Боме          |         |           |      |            |                    |            | °             | °             |
| --- | ------------- | ------------- | ------- | --------- | ---- | ---------- | ------------------ | ---------- | ------------- | ------------- |
| 10% | 104.80        | 6.6           | 1.048   | 2.87      | −0.5 | 1.16       | 3.47               | 1.95       | 103           | −18           |
| 20% | 219.60        | 13            | 1.098   | 6.02      | −0.8 | 1.37       | 2.99               | 1.40       | 108           | −59           |
| 30% | 344.70        | 19            | 1.149   | 9.45      | −1.0 | 1.70       | 2.60               | 2.13       | 90            | −52           |
| 32% | 370.88        | 20            | 1.159   | 10.17     | −1.0 | 1.80       | 2.55               | 3.73       | 84            | −43           |
| 34% | 397.46        | 21            | 1.169   | 10.90     | −1.0 | 1.90       | 2.50               | 7.24       | 71            | −36           |
| 36% | 424.44        | 22            | 1.179   | 11.64     | −1.1 | 1.99       | 2.46               | 14.5       | 61            | −30           |
| 38% | 451.82        | 23            | 1.189   | 12.39     | −1.1 | 2.10       | 2.43               | 28.3       | 48            | −26           |
| Референтна температура и притисак за горњу табелу су 20 ° и 1 атмосфера (101,325 ). Вредности напона паре су узете из Међународних табела критичних вредности и односе се на укупан напон паре раствора. |               |               |         |           |      |            |                    |            |               |               |

Физичка својства хлороводоничне киселине, као што су тачке кључања и топљења, густина, и , зависе од концентрације или моларитета HCl у воденом раствору. Оне су у опсегу од оних са веома ниским концентрацијама које се приближавају 0% HCl, до вредности за димућу хлороводоничну киселину са преко 40% HCl.
Хлороводонична киселина као бинарна (двокомпонентна) смеша HCl и  формира азеотропску смешу при 20,2% HCl и 108,6 ° (227 °). Постоје четири константне кристализационе еутектичке тачке за хлороводоничну киселину, између кристалних форми , , , , и леда (0% HCl). Исто тако постоји метастабилна еутектичка тачка на 24,8% између леда и  кристализације.

## Примена
Хлороводонична киселина је једна од најважнијих индустријских киселина. Између осталог користи се за чишћење површине метала и за екстракцију руда. Сем тога заједно са азотном киселином гради царску воду - раствор који раствара чак и злато и платину.